# Lempo
Lempo és una mena de dimoni del folklore i la mitologia finesos. Lempo és el déu de l'amor i la fertilitat en la mitologia finesa.
Després de l'arribada del cristianisme a Finlàndia, la reputació de Lempo va empitjorar: en el folklore generalment se'l presenta com un esperit erràtic, ja que l'amor pot ser capritxós, fins i tot perillós, i fins i tot podria prendre el control d'un ésser i convertir-lo en destrucció.
Lempo va fer caure l'heroi Väinämöinen amb l'ajuda de les seves dues cohorts dimonis, Hiisi i Paha.
Les paraules "lempo" i "hiisi" també s'utilitzen com a juraments molt suaus en finès. Piru és una paraula una mica més forta.